# کیزیل‌دام (آلاداغ)
کیزیل‌دام (به ترکی استانبولی: Kızıldam) یک منطقهٔ مسکونی در ترکیه است که در آلاداغ، آدانا واقع شده‌است.